# Linapacan
Linapacan (Bayan ng Linapacan) är en kommun i Filippinerna. Kommunen tillhör provinsen Palawan och ligger på ön med samma namn. Folkmängden uppgår till 9 198 invånare.
Linapacan är indelat i 10 barangayer.